# پانتئون (پاریس)
پانتئون (به معنای "معبد خدایان") بنایی در محلهٔ لاتَنِ شهر پاریس است. این بنا که در آغاز با کاربریِ کلیسا به دستور لویی پانزدهم در سال ۱۷۵۸ شروع و در سال ۱۷۸۹ ساخته شده‌بود، هم‌اکنون مقبرهٔ مشاهیر فرانسوی است. این بنا را معمار فرانسوی، ژان رومن سولوفو، ساخته‌، و مشهور به بنای سنت ژُنِویو است.

## دفن‌شدگان
از دفن‌شدگان در این ساختمان می‌توان از این افراد نام برد:
- ولتر
- ژان-ژاک روسو
- ژوزف لویی لاگرانژ
- ویکتور هوگو
- ماری فرانسوا سعدی کارنو
- امیل زولا
- پیر کوری
- ماری کوری
- آندره مالرو
- الکساندر دوما (پدر)
- اونوره گابریل ریکوتی، کنت دو میرابو

## آونگ فوکو

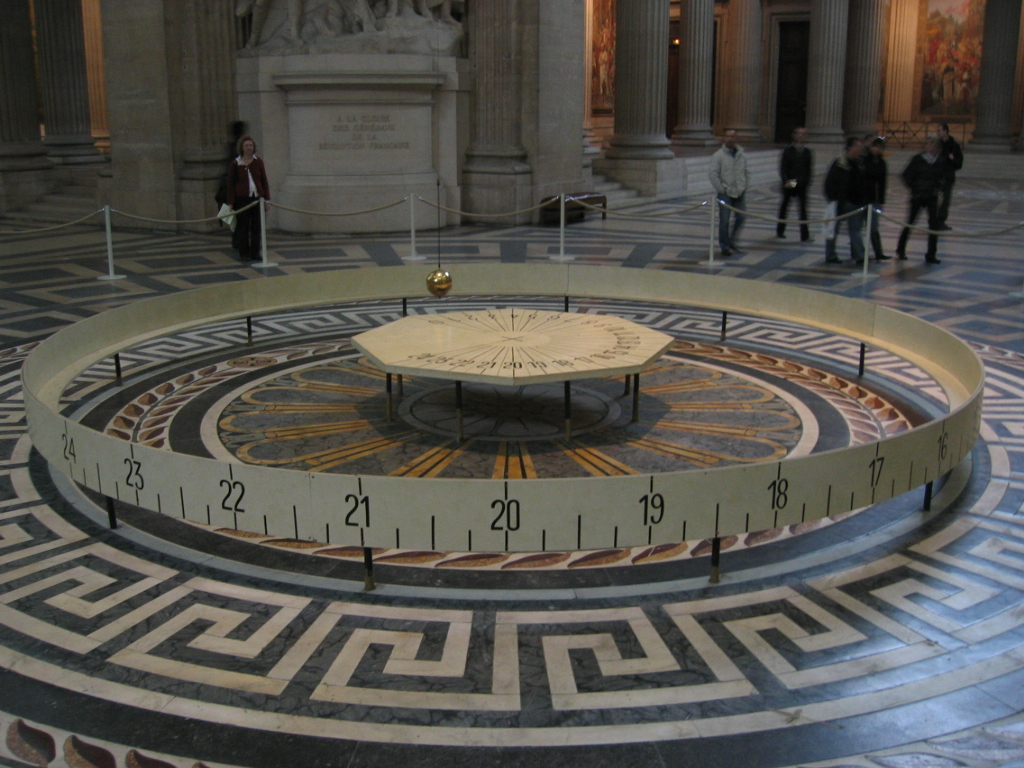
آونگ فوکو در پانتئون

فوکو فیزیک‌دان فرانسوی در ۱۸۵۱ با نصب آونگی به بلندی ۶۷ متر زیر گنبد مرکزی پانتئون، چرخش زمین را به نمایش گذاشت. امروزه نیز نسخه‌ای از این آونگ در همان مکان نصب شده‌است.